# The Root of All Evil?

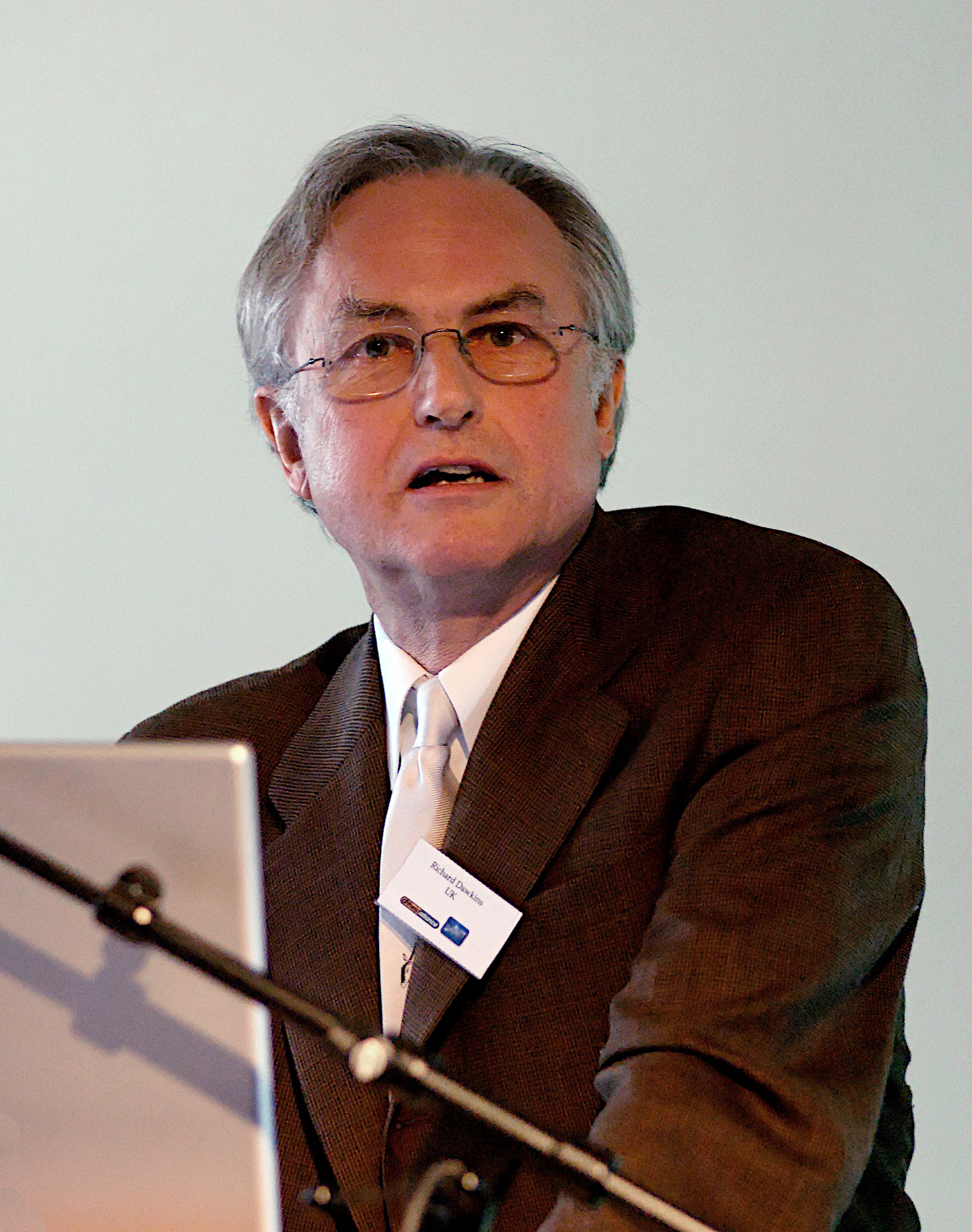
Richard Dawkins

The Root of All Evil? (De wortel van al het kwaad) is een tweedelige televisie-documentaire uit 2006 geschreven en gepresenteerd door evolutiebioloog Richard Dawkins, gemaakt voor de Britse zender Channel 4. Dawkins betoogt hierin dat de wereld beter af zou zijn als religie niet bestond. Dawkins was het overigens niet eens met de titel van het programma omdat hij het niet vindt kloppen om eender wat aan te wijzen als de wortel van alle kwaad. Dawkins diept de onderwerpen uit The Root of all Evil later verder uit in zijn boek The God Delusion, in de Nederlandse vertaling uitgebracht als God als misvatting. Met The Enemies of Reason maakte Dawkins in 2007 een vervolgdocumentaire, maar dan gericht op bijgeloof en alternatieve geneeswijzen.

## Feit versus fictie
In het eerste deel van de documentaire - genaamd The God Delusion - onderzoekt Dawkins de ononderbouwde overtuigingen die verschillende religies er op nahouden alsof het feiten zijn. Hij gaat daarbij ook in op de meest extreme uitwassen van die overtuigingen. Dawkins stelt dat geloof synoniem staat voor het niet-nadenken en daarom fundamenteel van wetenschap verschilt in het proberen te begrijpen van de wereld, zelfs gevaarlijk is en mensen uit elkaar drijft. Onderwerpen die aan bod komen zijn Lourdes, wijwater, onverklaarbare genezingen en de hypothese van Intelligent design. Hij reist af naar Colorado Springs om daar te praten en te discussiëren met Ted Haggard over de opkomst van het fundamentalistische Christendom in de Verenigde Staten. Verder bezoekt hij een bijeenkomst van de vrijdenkerij en de Tempelberg in Jeruzalem.
In deel twee van de documentaire - genaamd The Virus of Faith - betoogt Dawkins dat de fundamenten waarop religies hun normen en waarden claimen te baseren kromme zuilen zijn. De titel van het programma komt overigens uit Dawkins boek The Selfish Gene, waarin hij het concept van de meme uitlegt. 
Het centrale punt van dit deel van de documentaire is de verwerpelijkheid van het opleggen van - en labelen met - een religieuze overtuiging aan kinderen die nog niet in staat zijn daar zelf weloverwogen voor te kiezen. Dawkins maakt zich daarbij zorgen over duizenden kinderen in Groot-Brittannië die hun educatie krijgen in op geloof gebaseerde scholen. Onder andere het op verschillende plaatsen lesgeven in het scheppingsverhaal als feit in tegenstelling tot evolutietheorie wordt uitgediept. Dawkins vergelijkt religie met een virus in de zin van memes waarmee kinderen door autoritaire personen - bijvoorbeeld ouders - worden 'geprogrammeerd'. Kinderen staan open om nuttige en zelfs essentiële zaken te leren van deze mensen, maar staan daarbij ook bloot aan 'infectiegevaar' voor religie. Dawkins bezoekt onder andere een zogenaamd Hell house en onderwerpt het Oude Testament en het Nieuwe Testament aan kritische lezingen, concluderend dat het op zijn minst vreemd is normen en waarden te baseren op wat er in deze boeken geschreven staat, laat staan om deze geschriften letterlijk te nemen. Daar tegenover zet Dawkins een theorie over hoe normen en waarden volgens de evolutiebiologie hebben kunnen ontstaan.

## Dvd
The Root of All Evil werd op dvd uitgebracht met bijna alle interviews in ongeknipte versies. In die vraaggesprekken komen Jill Mytton, Ian McEwan, bisschop Richard Harries, Michael Bray, de cast en regisseur van de documentaire Hell House, Alister McGrath, Adrian Hawkes en rabbi Herschel Gluck aan het woord. De interviews met Yousef al-Khattab en Ted Haggard ontbreken vanwege onenigheid over de rechten daarop.